# Lasionycta altaica
Lasionycta altaica là một loài bướm đêm trong họ Noctuidae.